# Gruppo Riva
Il Gruppo Riva è il primo gruppo siderurgico italiano e tra i principali gruppi europei nel settore dell’acciaio; nel 2022 figura in sessantanovesima posizione nella classifica mondiale dei produttori siderurgici redatta dalla World Steel Association. È inoltre il principale produttore europeo di acciaio da forno elettrico, quindi con una produzione basata sul riutilizzo del rottame ferroso, in una logica di economia circolare e a bassa emissione di CO2.

## Storia
Il Gruppo ha origine dalla società “Riva & C.”, costituita dai fratelli Emilio (1926-2014) e Adriano Riva (1931-2019) nel 1954 per commercializzare rottami di ferro destinati alle acciaierie a forno elettrico del bresciano. Nel 1957 viene realizzato il primo stabilimento produttivo con forno elettrico a Caronno Pertusella (Varese), dove nel 1964 è installato, per la prima volta in Italia, un impianto a colata continua curva a tre linee, prodotto dall'azienda impiantistica Danieli e ancora in fase di collaudo; il collaudo ha esito positivo e l'adozione in anticipo sui concorrenti della colata continua diventa una delle principali fonti di vantaggio competitivo dell'azienda, che negli anni successivi inizia il suo processo di espansione in Italia e all'estero.
Nel 1966 vengono acquisite le Acciaierie e Ferriere del Tanaro nel cuneese e nel 1970 la S.E.E.I di Malegno nel bresciano, mentre nel 1971 il Gruppo si espande all'estero acquistando prima la Siderurgica Sevillana (Spagna) e poi lo stabilimento Iton Seine in Francia (1976). Nel 1974 viene fondata in Canada la Associated Steel Industries, società nata per raccogliere il rottame generato dal parco automobilistico nordamericano. Nel 1978 il Gruppo Riva è il primo operatore europeo a vendere acciaio direttamente in Cina, mercato che fino a quel momento era rifornito esclusivamente dal Giappone. Nel 1981 sono acquisite le Officine e Fonderie Galtarossa di Verona.
Negli anni successivi il Gruppo partecipa attivamente al processo di privatizzazione dell'industria siderurgica europea, acquisendo importanti realtà produttive non solo in Italia, dove nel 1988 assume il controllo delle Acciaierie di Cornigliano (Genova) e nel 1995 dell'Ilva, ma anche in Francia, Belgio e Germania. Nel paese d'Oltralpe rileva dal colosso pubblico Usinor-Sacilor l'acciaieria Alpa di Gargenville (1988), in Belgio acquista il laminatoio n. 3 di Charleroi-Marcinelle (1989), e in Germania si aggiudica due importanti stabilimenti, battendo all'asta i concorrenti tedeschi della ThyssenKrupp, nella regione vicino a Berlino (Brandenburger Elektrostahlwerke e Hennigsdorfer Elektrostahlwerke), messi in vendita dalla Treuhandanstalt, l'ente tedesco incaricato di privatizzare le imprese della ex-Germania est.

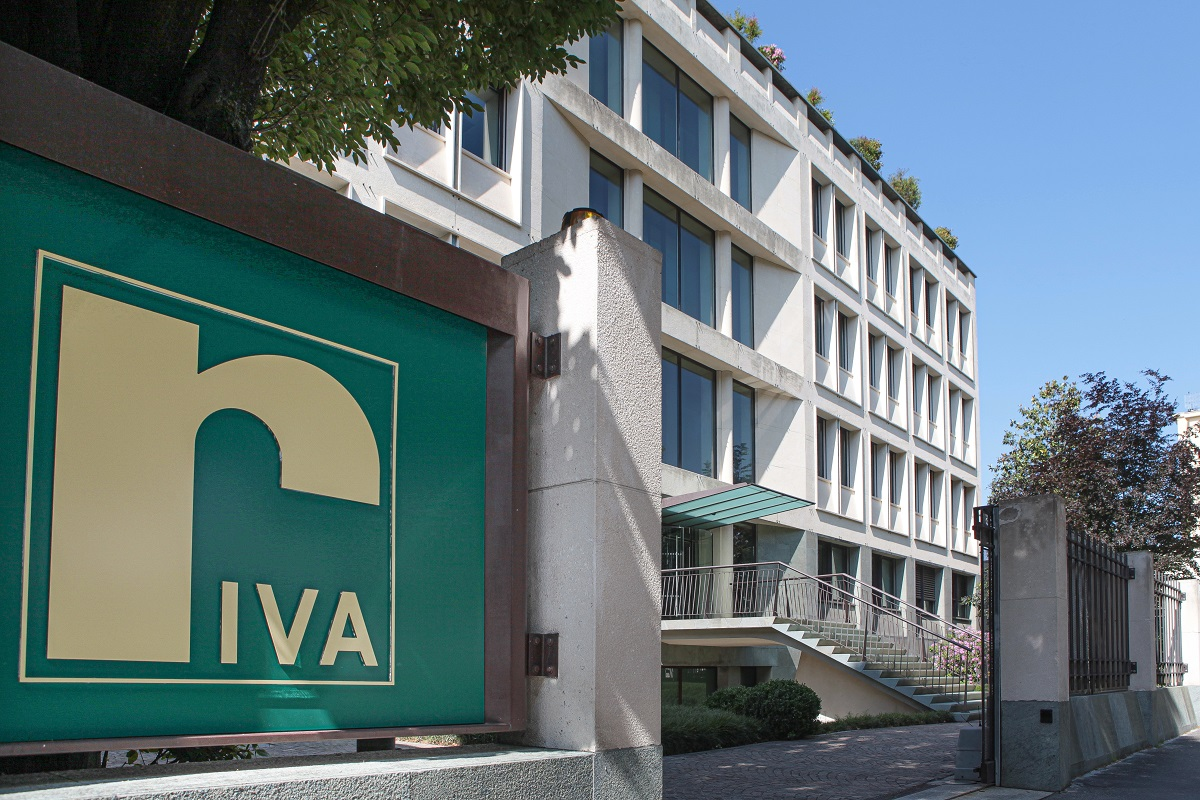
Sede centrale Gruppo Riva a Milano

Dall’installazione della prima macchina di colata continua (1964) ad oggi, il Gruppo ha continuato ad investire nell’innovazione tecnologica per produrre acciaio con l’utilizzo di forni ad arco elettrico partendo da rottami ferrosi, in un’ottica di economia circolare e di riduzione delle emissioni di CO2, valorizzando così la riciclabilità infinita dell’acciaio. A tal proposito, il Gruppo Riva nel 2022 ha acquisito otto siti di raccolta e frantumazione di materiali ferrosi, costituendo la società Trentetrois.
Gruppo Riva è inoltre attivo nell’ambito della ricerca e dello sviluppo, in particolare per quanto concerne l’innovazione tecnologica. A partire dagli anni ’90, ad esempio, ha dato vita a un laboratorio di ricerca e sviluppo nello stabilimento di Lesegno (CN), nel quale sono presenti apparecchiature ad alto tasso tecnologico; tra queste, il simulatore termomeccanico Gleeble 3800 – unico in Italia, con le sue potenzialità – utilizzato per riprodurre l’intero ciclo di lavorazione dell’acciaio su provini realizzati su misura. Dal punto di vista tecnologico e produttivo ciò consente di condurre analisi e test di tipo termico, chimico e meccanico su diverse tipologie di metalli, riproducendo su campioni da poche centinaia di grammi ciò che successivamente viene realizzato su larga scala (centinaia e migliaia di tonnellate).
Nel 2012 l’ILVA di Taranto, ramo del Gruppo Riva che si dedicava alla produzione di acciai piani da ciclo integrale, è stata coinvolta in una indagine che ha portato al sequestro dell’area a caldo dello stabilimento di Taranto dell’ILVA per ipotesi di disastro ambientale e avvelenamento di sostanze alimentari.
L’ILVA è stata, pertanto, commissariata, di fatto espropriata e, dopo la dichiarazione di insolvenza del 2015, a seguito di un biennio di Amministrazione straordinaria, ceduta in affitto al Gruppo ArcelorMittal, con opzione di acquisto al termine del periodo di affitto.
Nel 2017 il Gruppo Riva ha chiuso un complesso contenzioso con l’Amministrazione straordinaria dell’ILVA, con l’intervento della Procura di Milano ed ha trasferito 1,230 miliardi di Euro da destinare alle bonifiche delle aree vicine allo stabilimento di Taranto.
Nel luglio 2019 il Tribunale di Milano ha definito con sentenza di assoluzione, perché il fatto non sussiste, un procedimento avviato dalla Procura di Milano in relazione alle ipotesi di Bancarotta di ILVA e della controllante RIVA Fire, escludendo ogni responsabilità dei Riva nella gestione dello stabilimento di Taranto affermando letteralmente che “Nella gestione dell'Ilva di Taranto da parte della famiglia Riva, tra il 1995 e il 2012, la società ha fatto investimenti "in materia di ambiente" per "oltre un miliardo di euro" e per "oltre tre miliardi di euro per l'ammodernamento e la costruzione di nuovi impianti" e non c'è stato il "contestato depauperamento generale della struttura", che sotto la gestione del Gruppo Riva l'impresa ha realizzato performance e risultati tali da “posizionarsi in vetta al mercato siderurgico europeo” e che solo il commissariamento ha impedito che il Gruppo proprietario potesse proseguire negli adeguamenti alle nuove prescrizioni ambientali pubblicate del marzo 2013 e nel rilancio industriale dell’Ilva dopo lo stop imposto nel 2012 dai giudici di Taranto.
Il 31 maggio 2021 il Tribunale di Taranto ha emesso la sentenza di primo grado nell’ambito del processo “Ambiente Svenduto” relativo alla gestione dell'Ilva da parte del Gruppo Riva fino al 2013. Sono state emesse le condanne rispettivamente a 22 e 20 anni di carcere per i fratelli Fabio Riva e Nicola Riva, ex proprietari ed amministratori dell'azienda, e di 3 anni e mezzo per l’ex Presidente della regione Puglia Nichi Vendola. Le imputazioni contestate dalla Procura della Repubblica e riconosciute dal Tribunale erano relative ai reati di disastro ambientale, avvelenamento di sostanze alimentari e omissione dolosa di cautele sui luoghi di lavoro, contestati dai magistrati alla gestione Ilva da parte del gruppo Riva. Dopo un anno e mezzo, sono state emesse le motivazioni della sentenza.
Dopo che il Tribunale di Milano ha dichiarato nel 2020 con sentenza definitiva l’innocenza del Gruppo Riva, decretando che la responsabilità del dissesto finanziario di Ilva non fosse da attribuire alla gestione Riva, nel mese di settembre 2024, la Corte d’Appello di Taranto ha annullato tutti i provvedimenti e le conseguenti condanne emesse in primo grado, in quanto il Tribunale di Taranto è stato dichiarato incompetente. Il Tribunale di Potenza ha disposto il trasferimento dei fascicoli.
Il Gruppo è stato condotto dal fondatore Emilio Riva in qualità di Presidente fino al 30 aprile 2014, giorno della sua scomparsa. Gli succede alla presidenza Claudio Riva.

## Struttura e dati societari
Il Gruppo Riva vede al vertice la Riva Forni Elettrici con sede in Milano, che controlla direttamente Riva Acciaio, società presente in Italia con cinque stabilimenti (Caronno Pertusella (VA), Lesegno (CN), Sellero, Malegno e Cerveno in Valle Camonica (BS)).
Il Gruppo oltre agli stabilimenti italiani è presente a livello europeo con ulteriori ventitré unità, dislocate tra Germania, Francia, Spagna e Belgio. È presente inoltre con uno stabilimento in Canada.

### Produzione 2022
L'attività produttiva del gruppo è principalmente concentrata in acciaio e derivati. La produzione nel 2022 è stata pari a 5,70 milioni di tonnellate di acciaio grezzo.

## Riconoscimenti
- Per il ruolo svolto nella ristrutturazione della siderurgia europea, a Emilio Riva sono state assegnate le seguenti onorificenze: Gran Croce al Merito dal Re del Belgio (2000), Cavaliere dell'Ordine al Merito dalla Repubblica federale tedesca (2002) e la Legion d'onore francese (2005)[23]. Étienne Davignon, fautore nei primi anni '80, in qualità di Commissario europeo, del “Piano Davignon” per il rinnovamento della siderurgia nel Vecchio continente, ha dichiarato che “la siderurgia non è un'industria come le altre, e il Gruppo Riva non è un gruppo siderurgico come gli altri”, definendo Emilio Riva “una prova vivente di una visione dinamica e ottimista dell'impresa privata”[24].
- Agli stabilimenti del Gruppo Riva in Valle Camonica, è stato riconosciuto a settembre 2021 il Premio Sicurezza 2020/2021, assegnato dall’Associazione Italiana di Metallurgia per gli interventi realizzati nell’ambito della salute e della sicurezza sul lavoro[25].